# Severo Aguirre Miramón
Severo María Manuel de Aguirre-Miramón y Elósegui (Tolosa, 14 de febrero de 1844 - San Sebastián, 23 de diciembre de 1921) fue un político español.

## Biografía
Fue hijo de José Manuel de Aguirre-Miramón y Echenique y de su esposa y sobrina materna Juana María Alejandra de Elósegui y Aguirre-Miramón y hermano de María de la Paz de Aguirre-Miramón y Elósegui, que casó con Enrique de Arizpe y falleció sin dejar sucesión.
Fue inspector general del Cuerpo Nacional de Ingenieros de Montes, alcalde de San Sebastián entre 1 de julio de 1897 y 15 de octubre de 1897 y entre 1 de julio de 1899 y 29 de marzo de 1901, senador del Reino por la provincia de Logroño en 1907-1908, 1908-1909 y 1909-1910 y gran-cruz de la Real Orden de Isabel la Católica, entre otras condecoraciones.

### Matrimonio y descendencia
Se casó en Vitoria, San Miguel Arcángel, el 18 de enero de 1881 con María de la Concepción Nicolasa Ascensión Rita Anastasia de Múzquiz y Tejada (Burgos, 6 de diciembre de 1855 - San Sebastián, 4 de diciembre de 1924), IV condesa de Torre Múzquiz, señora de Bentraces. Tuvo a:
- María Luisa de Aguirre-Miramón y Múzquiz, casada con Ecequiel Roca y Urigüen, con descendencia
- José Manuel de Aguirre-Miramón y Múzquiz, V conde de Torre Múzquiz, con expediente académico datado de la primera década del siglo XX